# United States Foreign Service

Bandeira do Serviço Estrangeiro americano.

United States Foreign Service é um sistema de pessoal do governo federal dos Estados Unidos, subordinado à direção do Departamento de Estado. É composto de cerca de 11.500 profissionais,  que cuidam da política externa dos Estados Unidos e de cidadãos norte-americanos no exterior.
Criado em 1924, o Foreign Service combina todos os servições consulares e diplomáticos do país numa única unidade. Os membros do Serviço são selecionados após uma série de exames orais e escritos e, depois de aprovados, prestam serviço em qualquer uma das 265 missões americanas ao redor do mundo, incluindo embaixadas, consulados ou outros departamentos externos.
Membros do Foreign Service prestam serviços em quatro agências que envolvem a política exterior do país: o Departamento de Estado, o Departamento de Agricultura, o Departamento de Comércio e a Agência dos Estados Unidos para o Desenvolvimento Internacional.